# Impaled Nazarene
Impaled Nazarene es una banda de black metal y death metal originaria de la ciudad de Oulu, en Finlandia. Es, junto con Barathrum una de las agrupaciones centrales en la escena del black metal finlandés de principios de la década de 1990.
Su sonido es una síntesis de Hardcore punk con Black Metal Noruego y Death Metal Inglés, influenciados por bandas como Carcass, The Exploited o Mayhem, autodefiniendóse como "Nuclear Metal".
Pese a esto, destacaban por su desprecio por las escenas del death metal en Finlandia y su controvertido odio a la escena del black metal en Noruega, un país fundamental para este género. También dejaron de practicar el "corpsepaint" (pintarse las caras de blanco y negro) por considerarlo una "estúpida moda".
Es quizá una de las bandas más polémicas del metal por el mundo, debido a sus letras, que hacen apología aparte de un satanismo simbólico, hablan del nacionalismo finlandés, muy destacado en sus discos Pro Patria Finlandia del 2006 y Manifest de 2007, donde demuestran un particular resentimiento al antiguo Imperialismo soviético, exaltando la resistencia finesa en la Guerra de Invierno, lo que les ha válido la etiqueta de neonazis y ser relacionados con grupos como M8L8TH, por su contenido "ultranacionalista", neognóstico y anticomunista. No obstante y según una entrevista dada a The Metal Circus el año 2006, Mika Luttinen, señala que no les parece ser llamados fascistas por amar a su país, "Patriota no significa ser fascista"

## Discografía
- Shemhamforash (demo, 1991)
- Taog Eht Fo Htao Eht (demo, 1991)
- Goat Perversion (EP, 1991)
- Sadogoat (EP, 1992)
- Tol Cormpt Norz Norz Norz (1993)
- Satanic Masowhore (7", 1993)
- Ugra-Karma (1993)
- Suomi Finland Perkele (1994)
- Latex Cult (1996)
- Motörpenis (EP, 1996)
- Rapture (1998)
- Split 7" w/Driller Killer (2000)
- Nihil (2000)
- Decade of Decadence (recopilación, 2000)
- Absence of War Does Not Mean Peace (2001)
- All That You Fear (2003)
- Death Comes In 26 Carefully Selected Pieces (Directo, 2005)
- Pro Patria Finlandia (2006)
- Manifest (2007)
- Road to the Octagon (2010)
- Vigorous And Liberating Death (2014)
- Goat Of Mendes (EP, 2021)
- Eight Headed Serpent (2021)